# Brown Girl in the Ring
Brown Girl in the Ring är ursprungligen en traditionell jamaicansk sång som sjungs av barn till en lek med samma namn.
Sången har gjorts i flera popversioner och spelats in på skiva. Den mest kända versionen är den från 1978, framförd av popgruppen Boney M., arrangerad av dess manager Frank Farian.

## Utgiven på B-sida
Märkligt nog fanns låten endast med på b-sidan av den framgångsrika singeln Rivers of Babylon. När a-sidans låt höll på att falla ur brittiska top 20 upptäckte man att även B-sidan var en potentiell hit. Lyssnarna svarade positivt och låten rusade i Storbritannien snabbt till andra plats som bäst.

## Bråk om rättigheter
Boney M:s sångerska Liz Mitchell hade redan 1975, tillsammans med sin ex-pojkvän Malcolm Magaron  i gruppen Malcolm's Locks gjort en version av låten, dock utan någon större listframgång. Arrangören av låten 1975, Peter Herbolzheimer , stämde dock Frank Farian för att ha stulit hans arrangemang. Det hela blev en rättsprocess som pågick i över 20 år.
Andra inspelningar av Brown Girl in the Ring har bland andra gjorts av Brotherhood of Man, Raffi, Dan Zanes och the Minipops. Melodin har också använts av sportsupportrar till sina hejarramsor.